# Sázava (ort i Tjeckien, Pardubice)
Sázava är en ort i Tjeckien.   Den ligger i regionen Pardubice, i den östra delen av landet, 160 km öster om huvudstaden Prag. Sázava ligger 368 meter över havet och antalet invånare är 548.
Terrängen runt Sázava är kuperad norrut, men söderut är den platt. Runt Sázava är det ganska glesbefolkat, med 43 invånare per kvadratkilometer. Närmaste större samhälle är Lanškroun, 2,1 km väster om Sázava. Trakten runt Sázava består till största delen av jordbruksmark.